# Malá Litva

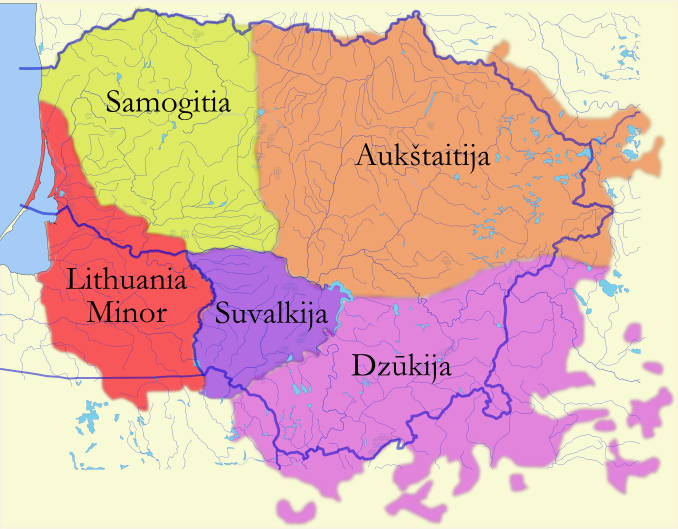
Malá Litva (červenou) a ostatní historické etnografické regiony Litvy

Malá Litva (litevsky Mažoji Lietuva; německy Kleinlitauen; polsky Litwa Mniejsza; rusky Máлая Литвá) nebo Pruská Litva (litevsky Prūsų Lietuva; německy Preußisch-Litauen; polsky Litwa Pruska) je historický region Pruska, později německého Východního Pruska, ve kterém žili Pruští Litevci (Lietuvininkai).
Před usazením Řádu německých rytířů v Prusku, které proběhlo ve 13. století, byla většina území Malé Litvy osídlena baltskými kmeny Nadruvů a Skalvů. V důsledku válek mezi řádovým státem a Litvou došlo k vylidnění území. Válka skončila uzavřením melnského míru v roce 1422 a území bylo následně znovuosídlené litevskými kolonisty a navrátilci, kteří utekli před válkou. Samotný pojem Malá Litva se poprvé objevuje mezi lety 1517 a 1526. S výjimkou pruhu území na východ od řeky Němen s centrem v Klaipedě (něm. Memel), které se stalo mandátním územím Společnosti národů v roce 1920 a v letech 1923–1939 bylo součástí Litvy, byla celá Malá Litva až do roku 1945 součástí Pruska.
V Prusku bylo v průběhu staletí původní obyvatelstvo postupně téměř zcela germanizováno - největší litevská komunita přetrvala právě v Klaipedě a jejím okolí, proto si na toto území meziválečná Litva uplatnila nárok. V současnosti je Klaipėda a území Malé Litvy, ležící na východ od řeky Němen součástí Litvy, malá část území na krajním jihu je součástí Polska, zatímco většina území je součástí ruské Kaliningradské oblasti.

## Galerie

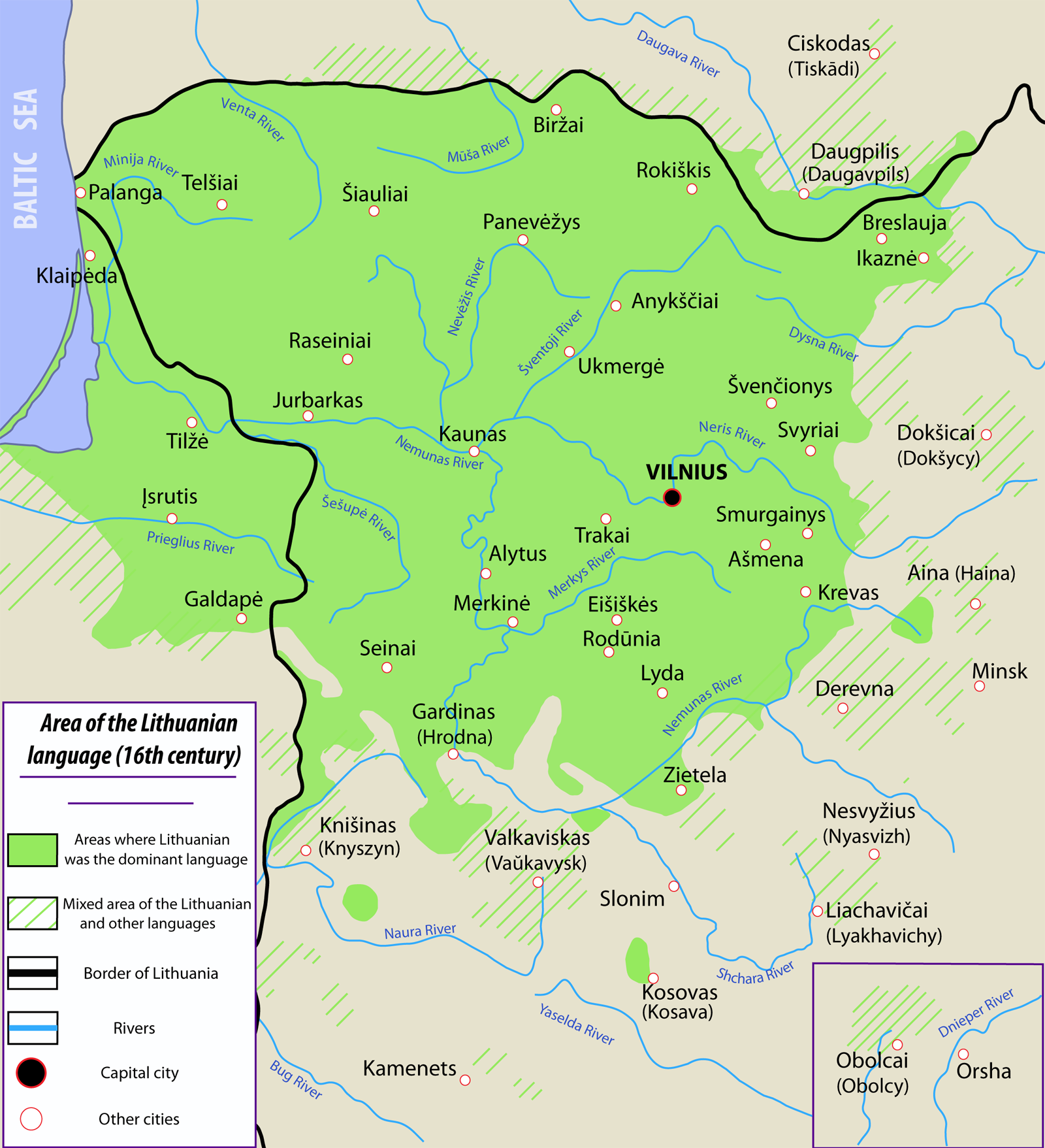
Rozšíření litevštiny v 16. století
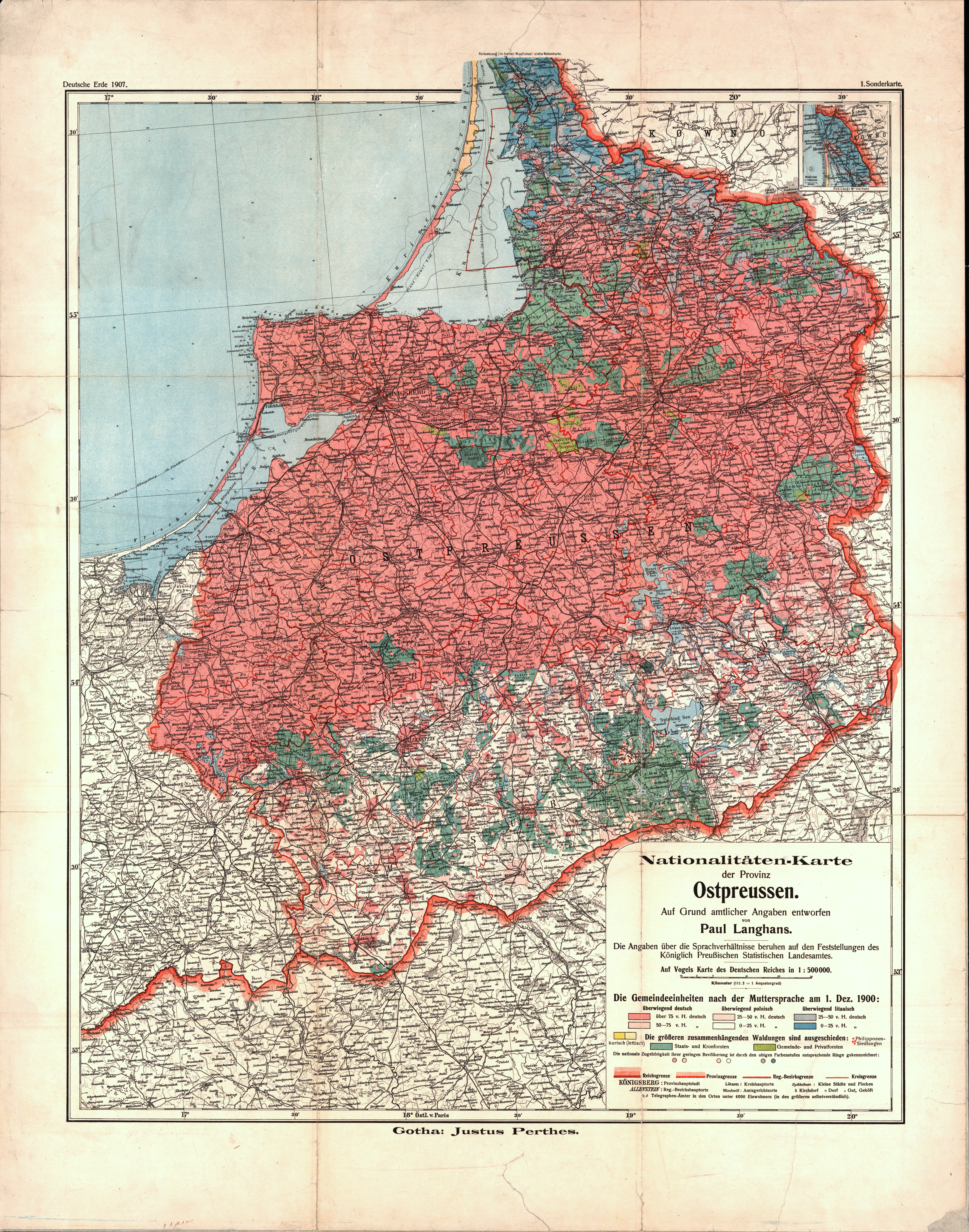
Jazyková mapa Východního Pruska z roku 1907 (údaje z roku 1900). Převážně litevskojazyčné obce jsou vyznačeny modrou (0 až 25 % německojazyčného obyvatelstva) a světlešedou (25 až 50 procent germanofonních).
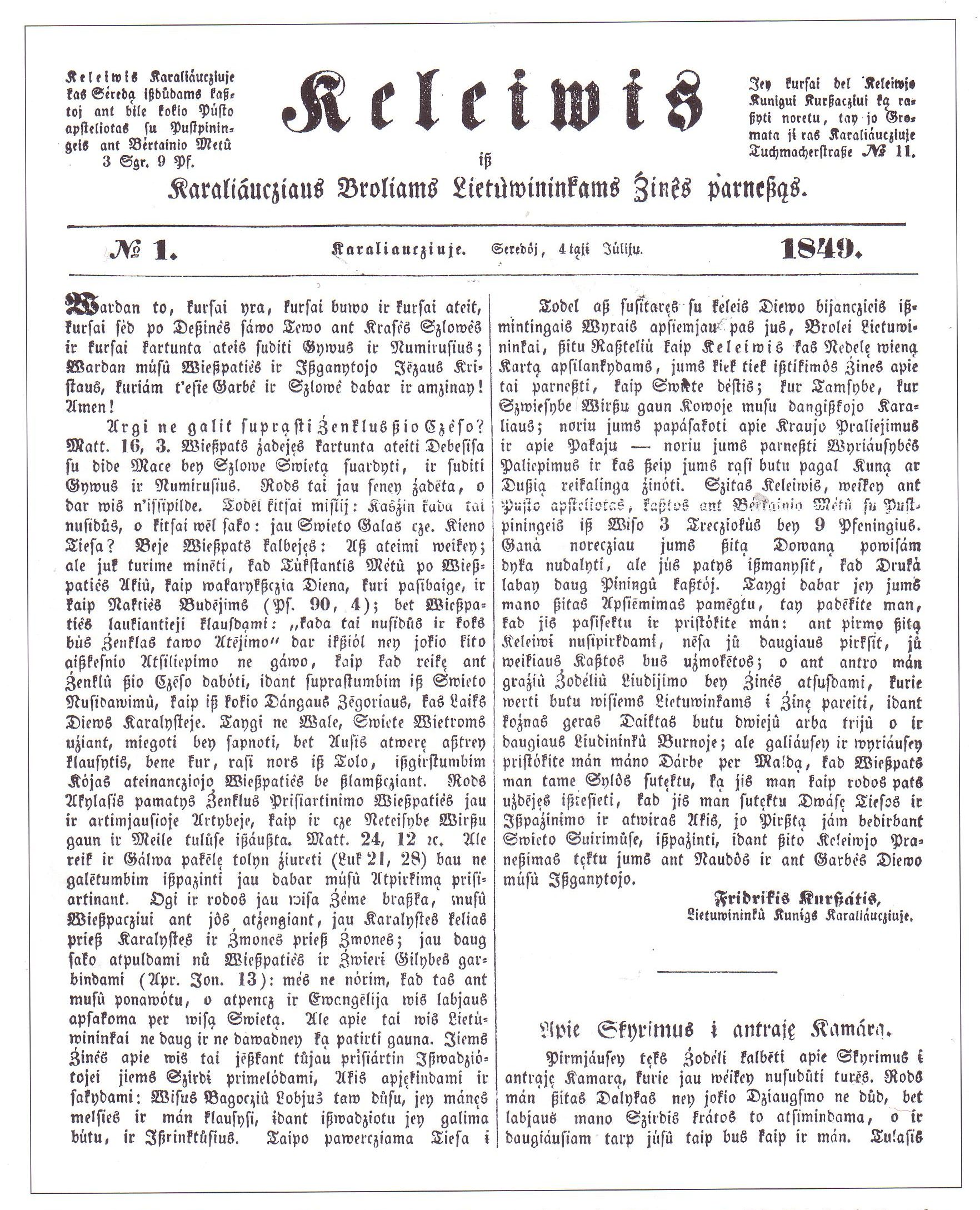
Keleiwis, noviny Friedricha Kurschata pro Litevce v Prusku
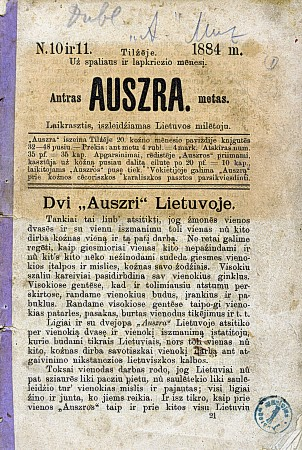
Aušra (Úsvit), časopis v litevském jazyce, který vycházel ve východopruské Tylži